# Henri-Georges Adam
Henri-Georges Adam (Párizs, 1904. január 14. - La Clarté (Perros-Guirec közelében) 1967. augusztus 27.) francia festő, non-figuratív szobrász (az École de Paris tagja, monumentális textilek tervezője.

## Életpályája
Pikardiai apa és saint-malói édesanya gyereke. Gyermekkorban sok időt töltött Saint-Malóban. Órásnak tanult, majd 1918-ban csatlakozott apjához, aki ékszerész és aranyműves volt Párizs Marais negyedében. 1925-ben esti rajziskolába járt a Montparnasse-on. Főiskolai tanulmányait Párizsban folytatta (École des Beaux-Arts). 1928-tól szatirikus vázlatai és politikai karikatúrái jelentek meg. Metszeteket 1934-től készített. Kapcsolatba került a szürrealistákkal, valamint André Bretonnal, Louis Aragonnal és  Paul Éluard-ral. Első kiállítását is 1934-ben rendezte.
1959-től az École nationale supérieure des Beaux-Arts professzora volt.
1967. augusztus 27-én hunyt el szívinfarktus következtében. A Mont-Saint-Michelen temették el, amely a legutolsó textiljének is a témája volt.

## Művei

### Szobrok
- Trois pointes (Három csúcs), bronz, 45 X 35 cm, 1959

## Bibliográfia
- Adam, Œuvre gravé 1939–1957, előszó: Bernard Gheerbrant, La Hune, Párizs, 1957
- Adam, előszó: Jean Cassou, [1927 és 1961 közötti műveinek katalógusával], Musée des Beaux-Arts, Rouen, 1961
- Adam, előszó: Bernard Dorival, Musee National d'Art Moderne, Párizs, 1966
- À la rencontre d'Adam, Hôtel de la Monnaie, Párizs, 1968
- Waldemar George and Ionel Jianou, Adam, szövegek: Roger Avermeate, René Barotte, Jean Cassou, Raymond Cogniat, Pierre Dehaye, Frank Elgar, A. Kuenzi, Jean Lescure, George Lombard, Pierre Moinot, G. Palthey, Theodore Van Velzen és Yvette Henri-Georges Adam [1931 és 1967 közötti szobrainak és érmeinek katalógusával], Arted, Editions d'art, Párizs, 1968
- Ionel Jianou, Gérard Xuriguera, Aube Lardera, La sculpture moderne en France Arted, Editions d'art, Párizs, 1982